# Adam Ries
Pour les articles homonymes, voir Ries.
Ne doit pas être confondu avec l'astrophysicien américain Adam Riess
Adam Ries, né en 1492, décédé le 30 mars 1559, est un mathématicien allemand. Une variante souvent utilisée pour le désigner est Adam Riese ; cependant, les scientifiques et les historiens sont d'accord pour dire que l'écriture correcte est Ries.

## Biographie
Né à Staffelstein en Franconie, Ries travailla, entre autres lieux, principalement à Erfurt et à Annaberg-Buchholz, où il dirigea des écoles de mathématiques.
Il publia trois livres sur le calcul et un quatrième sur l'algèbre, intitulé Coss et écrit en 1524, qui ne put être publié de son vivant. Le manuscrit ne le fut qu'en 1992 par l'éditeur B.G. Teubner.

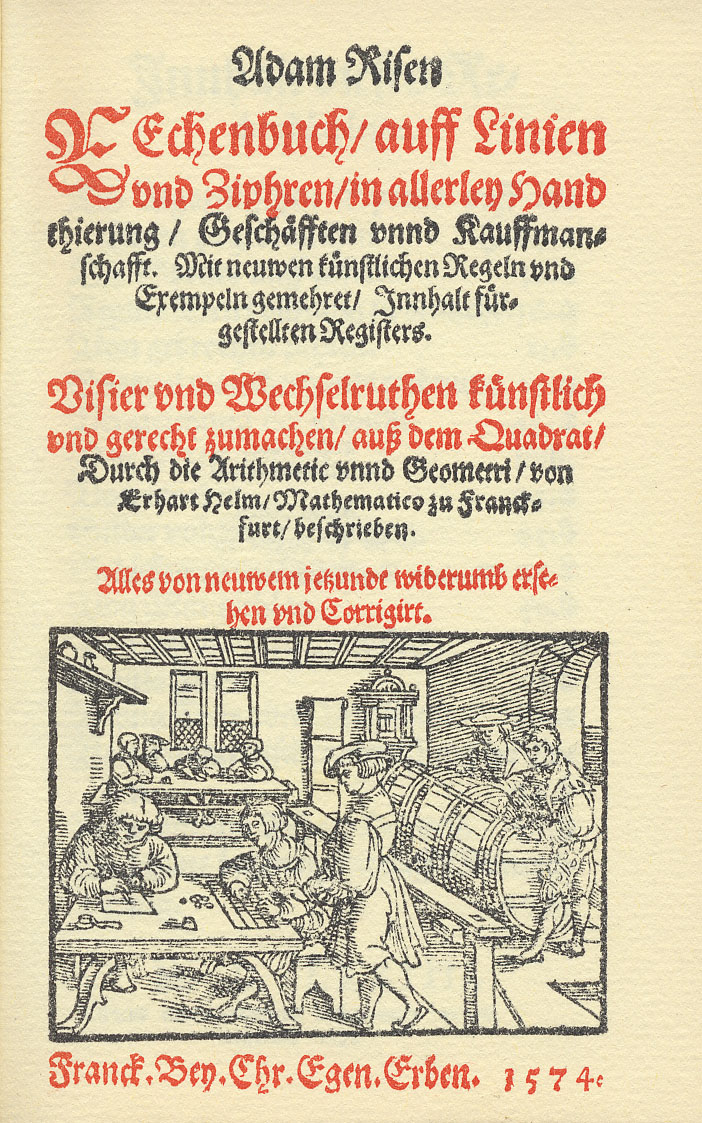
Livre de calcul, 2. Dépenses (1522)

Adam Ries ne publia pas ses livres en latin, comme l'usage le voulait à l'époque, mais en allemand. De cette façon, il put atteindre un public plus important et, comme Martin Luther, contribua à l'uniformisation de la langue allemande.
Le principal impact de la présentation des méthodes mathématiques aux couches populaires est d'avoir amené dans le langage courant, l'expression « nach Adam Riese », signifiant « selon Adam Riese », qui est utilisée pour appuyer une simple expression arithmétique, comme zwei und zwei macht, nach Adam Riese, vier (deux plus deux fait quatre, selon Adam Riese).
Ries est décédé à Annaberg, dans sa 67e année.

## Ouvrages
- (de) Coß, 1524 (lire en ligne)